# Ralph de Gorges, 1. Baron Gorges
Ralph de Gorges, 1. Baron Gorges († 1323), war ein englischer Adliger und Militär.

## Leben
Er entstammte der anglonormannischen Familie Gorges und war der Sohn und Erbe von Ralph de Gorges, Gouverneur der königlichen Burgen von Shirburn und Exeter sowie zeitweise Sheriff von Devon, aus dessen Ehe mit Eleanor, Erbtochter des John Moreville, Gutsherr von Wraxall in Somerset.
Beim Tod seines Vaters erbte er 1272 dessen Ländereien. 1293 diente er als Marschall des Heeres König Eduard I. in der Gascogne und nahm anschließend an dessen Kriegen in Schottland teil.
König Eduard II. berief ihn durch einen Writ of Summons am 4. März 1309 ins Parlament und verlieh ihm auf diese Weise eine erbliche Peerwürde.  Ralph de Gorges nahm fortan als Baron Gorges an den Sitzungen des Parlaments teil. Er wurde letztmals am 18. September 1322 ins Parlament geladen und starb vermutlich 1323.
Aus seiner Ehe mit einer Frau namens Eleanor, hatte er einen Sohn und drei Töchter:
- Ralph de Gorges, 2. Baron Gorges (1308–1344) ⚭ Elizabeth;
- Elizabeth de Gorges ⚭ Sir Robert Assheton, Gutsherr von Pitney in Somerset;
- Eleanor de Gorges ⚭ Sir Theobald Russell, Gutsherr von Kingston Russell in Dorset;
- Joan de Gorges ⚭ Sir William Cheyney († 1345).

Seine Witwe heiratete später Sir Guy de Ferre. Sein Sohn Ralph, der seinen Titel erbte, starb 1344 unverheiratet und kinderlos. Sein Anwesen in Wraxall fiel später an den jüngeren Sohn seiner Tochter Elizabeth, unter der Maßgabe, dass er als Theobald de Gorges den Familiennamen und das Wappen seines Großvaters annahm.